# Rojstona królewska

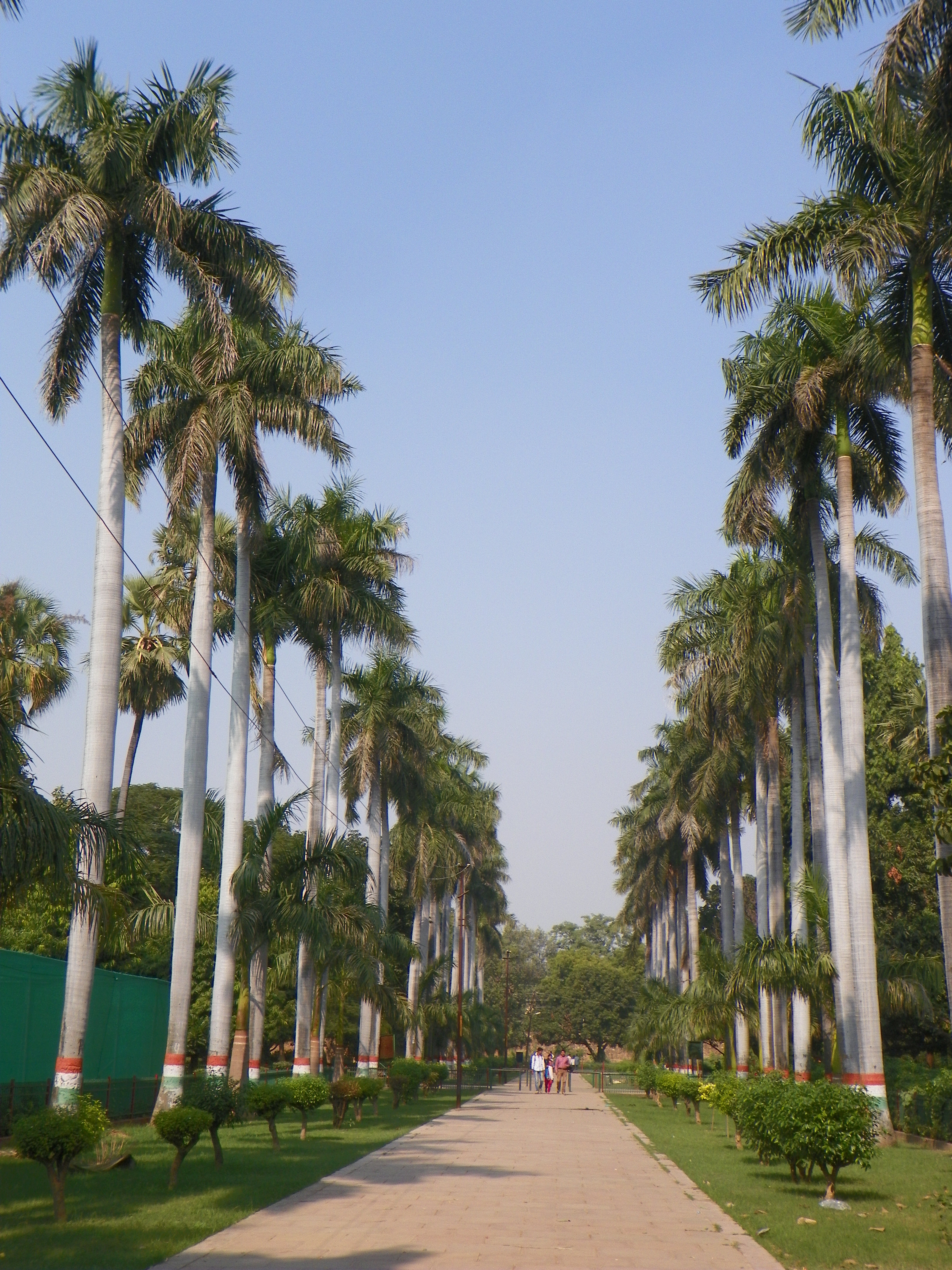
Aleja rojstony królewskiej

Rojstona królewska, palma królewska (Roystonea regia L.) – gatunek rośliny z rodziny arekowatych. Pochodzi pierwotnie z Kuby, gdzie została uznana za tzw. "drzewo narodowe". Występuje również w innych rejonach obszaru Morza Karaibskiego, takich jak południowa Floryda, Jukatan po Honduras.

## Morfologia
KłodzinaGładka, często stożkowata u podstawy, zwężająca się ku górze, zwieńczona zielonym pióropuszem liści. Osiąga wysokość do 25 m. Wierzchołkowa część kłodziny bardzo długa (do 2 m), nabrzmiała u podstawy.
LiściePierzaste, o długości dochodzącej do 3,5 m. Sterczące ukośnie ku górze do przewieszających się. Listki w liściu nie są ułożone w jednej płaszczyźnie.
KwiatyŻółtawobiałe, w dużych, rozgałęzionych kwiatostanach, znajdujących się tuż pod gładką, zieloną, wierzchołkowa część kłodziny.
OwoceNiemal kuliste, czerwone do czarnych, o średnicy 1 cm.

## Zastosowanie
Sadzona w strefie tropikalnej wzdłuż alei jako palma ozdobna.